# عضد الدين الإيجي
عضد الدين الإيجي هو قاضٍ ومتكلم وفقيه ولغوي، من كبار علماء أهل السنة الأشاعرة.

## اسمه ونسبه
هو الإمام العلامة القاضي عضد الدين أبو الفضل عبد الرحمن بن ركن الدين أحمد بن عبد الغفار بن أحمد الإيجي البكري المطرزي الشيرازي، من نسل أبي بكر الصديق، ولد بإيج من نواحي شيراز بعد سنة 680 هـ وقيل 700 هـ.

## شيوخه
أخذ الإمام الإيجي عن مشايخ عصره إلا أنه لم يصلنا كثيرًا من الأخبار عن أسماء من لازمهم سوى:
1. الشيخ زين الدين الهنكي تلميذ الإمام البيضاوي وغيره، ولعل هذا الشيخ كان له تأثير على الإمام الإيجي.
2. الشيخ الإمام فخر الدين أبو المكارم أحمد بن الحسن الجاربردي (ت: 746 هـ) شرح المنهاج في أصول الفقه للبيضاوي، وتصريف ابن الحاجب وله حواش مشهورة على الكشاف.

## تلاميذه
أنجب الإمام الإيجي تلامذة اشتهروا في الآفاق منهم: 
1. الإمام شمس الدين محمد بن يوسف بن علي بن عبد الكريم الكرماني (717 - 786هـ) وقد لازم الإمام الإيجي اثنتي عشرة سنة، وصنف كتبًا في علوم شتى وله شرح مشهور على صحيح البخاري.
2. الإمام ضياء الدين عبد الله بن سعد الله بن محمد العفيفي القزويني المصري المعروف بالقرمي وبابن قاضي قرم (ت: 780هـ).
3. الإمام العلامة سعد الدين مسعود بن عمر بن عبد الله التفتازاني (722- 792هـ) وغيرهم.

## حياته
ولد في بلدة إيج في أقصى بلاد فارس سنة (680 هـ = 1281 م). فنسب إليها، وأخذ العلم عن شيوخ عصره، ولازم شيخه زين الدين الهنكي. وكان العلامة عضد الدين إمامًا في المعقول والمنقول قائمًا بالأصول والمعاني والعربية، نبغ في علوم متعددة كالفقه والمنطق وعلم الكلام والأصول والبلاغة والنحو، محققًا، مدققًا وتصدى للإقراء والإفتاء والتدريس، ووقع بينه وبين الأبهري منازعات ومناقشات، وكانت أكثر إقامته بمدينة السلطانية، وبلغ مرتبة عالية بين أمراء عصره فولاَّه أبو سعيد - آخر أمراء الدولة الإيلخانية بفارس - القضاء بمدينة شيراز وارتقى إلى منصب قاضي القضاة. وفي سنة (756 هـ = 1355 م) وقع خلاف بين الإيجي وأمير كرمان (بلدة بفارس)، فعزله من القضاء وسجنه. وكان للإيجي مال كثير أنفقه في رعاية طلاب العلم، وتتلمذ على يديه كثير من التلاميذ منهم شمس الدين الكرماني وسعد الدين التفتازاني وسعد الدين بن عمر بن عبد الله وغيرهم. وتعد آراء الإيجي في علم الكلام هي الصورة النهائية لفكر الأشاعرة التي لم تحظَ بتجديد أو إضافة بعده. وللإيجى مصنفات كثيرة اتسمت بحسن التنسيق ودقة العرض أهمها: المواقف في علم الكلام وتحقيق المقاصد وتبيين المرام وأشرف التواريخ وآداب البحث والعقائد العضدية وغيرها. وتوفى الإيجي في سجنه في قلعة دريميان بإيج سنة (756 هـ = 1355 م).

## ألقابه
وصفوه بأوصاف ضخمة منها: 
1. «قاضي قضاة الشرق».
2. و«شيخ العلماء».
3. و«شيخ الشافعية».

كما قالوا عنه: كان إماماً في المعقولات، محقّقاً، مدقّقاً، قائماً بالأصول والمعاني والعربية، مشاركاً في الفقه وغيره من الفنون، وأنجب تلاميذ عظاماً اشتهروا في الآفاق.

## مؤلفاته
1. المواقف في علم الكلام. وهو كتاب يقصر عنه الوصف ولا يستغني عنه من رام تحقيق الفن، وقد اعتنى به العلماء عناية بالغة وظل عمدة في تدريس علم الكلام بالأزهر وغيره من معاهد العلم فترات طويلة وما زال كذلك إلى يومنا هذا وعليه شروح كثيرة، وقد طبع منها شرح الشريف الجرجاني ومعه حواشي السيالكوتي باستانبول 1289 هـ ثم بمطبعة السعادة بمصر.
2. جواهر الكلام. وهو مختصر لكتابه المواقف.
3. الكواشف في شرح المواقف.
4. العقائد العضدية. مشهورة وهي مختصر مفيد ولما أتمها قضى نحبه بعد اثني عشر يومًا.
5. عيون الجواهر.
6. الفوائد الغياثية في المعاني والبيان.
7. إشراق التواريخ.
8. بهجة التوحيد.
9. تحقيق التفسير في تكثير التنوير في تفسير القرآن.
10. الرسالة العضدية في الوضع ضمن مجموع من مهمات المتون.
11. زبدة التاريخ في ترجمة إشراق التواريخ.
12. شرح المقالة المفردة في صفة الكلام.
13. آداب عضد الدين. وقد بين قواعد الآداب كلها في عشرة أسطر، وقد شرحه مولانا محمد الحنفي التبريزي.
14. أخلاق عضد الدين. وهو مختصر في جزء لخص فيه زبدة ما في المطولات ورتبَّه على أربعة مقالات وقد شرحه تلميذه شمس الدين محمد بن يوسف الكرماني (ت: 786 هـ).
15. شرح مختصر منتهى السول والأمل لابن الحاجب. وقد انتفع الناس به من بعده وسار في الأقطار واعتمده العلماء الكبار وهو من أحسن شروح المختصر من تدبره عرف طول باع مؤلفه فإنه يأتي بالشرح على نمط سياق المشروح ويوضح ما فيه خفاء ويصلح ما عليه مناقشة من دون تصريح بالاعتراض كما يفعله غيره من الشُّراح وقلَّ أن يفوته شيء مما ينبغي ذكره مع اختصار في العبارة يقوم مقام التطويل بل يفوق. وقد اعتمد في التدريس بالأزهر فترة طويلة، وطبع في جزأين بالآستانة عام 1307 هـ ثم طبع بالمطبعة الأميرية ببولاق عام 1317 هـ.
16. السؤال المشهور الذي حرره إلى المحقق الجاربردي -وهو شيخه- في كلام صاحب الكشاف على قوله تعالى: {فأتوا بسورة من مثله} فأجابه بجواب فيه بعض خشونة فاعترض عليه الإمام الإيجي باعتراضات، وقد أجاب عن تلك الاعتراضات ابن الجاربردي وأودع ذلك مؤلفًا مستقلا.
17. آداب البحث - بَيَّن قواعدها كلها في عشرة أسطر- طبع في مجموع من مهمات المتون.

## قالوا عنه
- قال عنه خير الدين الزركلي في الأعلام: «عبد الرحمن بن أحمد بن عبد الغفار، أبو الفضل، عَضُد الدين الإيجي: عالم بالأصول والمعاني والعربية. من أهل إيج (بفارس) ولي القضاء، وأنجب تلاميذ عظاما. وجرت له محنة مع صاحب كرمان، فحبسه بالقلعة، فمات مسجونا. من تصانيفه (المواقف) في علم الكلام، و(العقائد العضدية) و(الرسالة العضدية) في علم الوضع، و(جواهر الكلام) مختصر المواقف، و (شرح مختصر ابن الحاجب) في أصول الفقه، و(الفوائد الغياثية) في المعاني والبيان، و(أشرف التواريخ) و(المدخل في علم المعاني والبيان والبديع).»[8]
- وقال عنه الإسنوي: «كان إماما في علوم متعددة، محقّقا، مدقّقا، ذا تصانيف مشهورة، منها «شرح مختصر ابن الحاجب» و «المواقف والجواهر» وغيرها في علم الكلام. و «الفوائد الغياثية» في المعاني والبيان. وكان صاحب ثروة وجود وإكرام للوافدين عليه. تولى قضاء القضاة بمملكة أبي سعيد فحمدت سيرته.»[9]
- وقال التفتازاني في الثناء عليه: «لم يبق لنا سوى اقتفاء آثاره، والكشف عن خبيئات أسراره، بل الاجتناء من بحار ثماره، والاستضاءة بأنواره.»[9]
- وقال ابن حجر العسقلاني في الدرر الكامنة في أعيان المئة الثامنة: «عبد الرحمن بن أحمد بن عبد الغفار القاضي عضد الدين الأيجي ولد بايج من نواحي شيراز بعد السبعمائة وأخذ عن مشائخ عصره ولازم الشيخ زين الدين الهنكي تلميذ البيضاوي وغيره وكانت أكثر اقامته بالسلطانية ثم ولي في أيام أبي سعيد قضاء الممالك وكان إماماً في المعقول قائماً بالأصول والمعاني والعربية مشاركاً في الفنون وله شرح المختصر والمواقف في علم الكلام وغير ذلك وأنجب تلامذة عظاماً اشتهروا في الآفاق مثل شمس الدين الكرماني وضياء الدين العفيفي وسعد الدين التفتازاني وغيرهم ووقع بينه وبين الأبهري منازعات وماجريات وكان كثير المال جداً كريم النفس يكثر الإنعام على الطلبة وجرت له محنة مع صاحب كرمان فحبسه بالقلعة فمات مسجوناً في سنة 756 أرخه السبكي وأرخه الاسنوي قبل ذلك.»[10]
- وقال جلال الدين السيوطي في بغية الوعاة في طبقات اللغويين والنحاة: «ولد بأيج بلدة من نواحى شيراز وكان اماما في المعقول قائما بالأصول والمعاني العربية مشاركا في الفنون كريم النفس كثير المال جدا كثير الإنعام على الطلبة - أخذ عن مشايخ عصره ولازم الشيخ زين الدين الهنكي تلميذ البيضاوي وغيره وولى قضاء الممالك وأنجب تلامذة عظاما اشتهروا في الآفاق منهم الشيخ شمس الدين الكرماني والتفتازاني والضياء القربى وجرت له محنة مع صاحب كرمان.»[11]
- وقال عنه تاج الدين السبكي في طبقات الشافعية الكبرى: «قاضي القضاة عضد الدين الشيرازي يذكر أنه من نسل أبي بكر الصديق رضي الله عنه. كان إماما في المعقولات، عارفا بالأصلين، والمعاني، والبيان، والنحو، مشاركا في الفقه، له في علم الكلام كتاب «المواقف» وغيره. وفي أصول الفقه «شرح المختصر» وفي المعاني والبيان «الفوائد الغياثية» . وكانت له سعادة مفرطة، ومال جزيل، وإنعام على طلبة العلم، وكلمة نافذة. مولده بإيج من نواحي شيراز، بعد سنة ثمانين وست مائة. واشتغل على الشيخ زين الدين الهنكي، تلميذ القاضي ناصر الدين البيضاوي وغيره. وكان أكثر إقامته أولا بمدينة سلطانية، وولي في أيام أبي سعيد قضاء الممالك، ثم انتقل بالآخرة إلى إيخ، وتوفي مسجونا بقلعة دريميان، وهي بكسر الدال المهملة، وفتح الراء، ثم آخر الحروف ساكنة، ثم ميم مكسورة، ثم آخر الحروف، ثم ألف ونون، وإيج بلحف هذه القلعة غضب عليه صاحب كرمان، فحبسه بها، فاستمر محبوسا إلى أن مات سنة ست وخمسين وسبع مائة، رحمه اللَّه تعالى.»[12]
- وقال عنه ابن قاضي شهبة في طبقات الشافعية: «عبد الرحمن بن أحمد بن عبد الغفار، قاضي قضاة الشرق، وشيخ العلماء في تلك البلاد، العلامة عضد الدين، الإيجي - بكسر الهمزة وإسكان المثناة من تحت ثم جيم مكسورة، الشيرازي، شارح مختصر ابن الحاجب الشرح المشهور، وغير ذلك من المؤلفات المشهورة في العلوم الكلامية والعقلية. ذكره الإسنوي في طبقاته وقال: كان إماما في علوم متعددة، محققا، مدققا، ذا تصانيف مشهورة، منها شرح المختصر لابن الحاجب، والمواقف، والجواهر، وغيرها في علم الكلام، والفوائد الغياثية في المعاني والبيان. وكان صاحب ثروة، وجود وإكرام للوافدين عليه. تولى قضاء القضاة في مملكة أبي سعيد، فحمدت سيرته وقال السبكي في الطبقات الكبرى: كان إماما في المعقولات، عارفا بالأصلين، والمعاني والبيان والنحو، مشاركا في الفقه، له في علم الكلام كتاب المواقف وغيرها، وفي أصول الفقه شرح المختصر، وفي المعاني والبيان الفوائد الغياثية. وكانت له سعادة مفرطة، ومال جزيل، وإنعام على طلبة العلم، وكلمة نافذة. مولده في إيج بعد سنة ثمان وسبعمائة، واشتغل على الشيخ زين الدين الهنكي تلميذ القاضي ناصر الدين البيضاوي، وغيره. وكانت أكثر إقامته أولا في مدينة السلطانية، وولي في أيام أبي سعيد قضاء الممالك، ثم انتقل إلى إيج، وتوفي مسجونا في قلعة بالقرب من إيج. غضب عليه صاحب كرمان فحبسه فيها، واستمر محبوسا إلى أن مات سن ست وخمسين وسبعمائة، كذا قاله السبكي. وقال الاسنوي: أنه توفي سنة ثلاث وخمسين. وأنجب تلاميذه اشتهروا في الآفاق، مثل شمس الدين الكرماني، وضياء الدين العفيفي، وسعد الدين التفتازاني وغيرهم. قلت: والشيخ سعد الدين التفتازاني في حاشية العضد كثير الثناء عليه، ويصفه بالمحقق، قال في بعض المواضع: وبالجملة لما كان الناظر في الشروح لا يحصل في المقام على طائل، حاول الشارح المحقق شكر الله سعيه على ما هو دأبه في تحقيق المقام، وتفسير الكلام، على وجه ليس للناظر فيه سوى أن يستفيد، وحاشاه أن ينقص أو يزيد. وقال في أول الاعتراضات: واعلم أن الشارح المحقق قد بلغ في تحقيق مباحث القياس سيما الاعتراضات كل مبلغ نسخا منه شريعة الشارحين في تطويل الواضحات والإغضاء عن المعضلات، والاقتصار على إعادة المتن حيث لا سبيل إلى نقل ما في المطولات، فلم يبق لنا سوى اقتفاء آثاره، والكشف عن خبيئات أسراره، بل الاجتناء من بحار ثماره، والاستضاءة بأنواره.»[13]

## وفاته
جرت له في آخر حياته محنة مع صاحب كرمان مبارز الدين محمد بن مظفر الدين حيث غضب عليه فحبسه بقلعة دِرَيمِيان فمات مسجونًا في سنة 756 هـ وقيل قبلها.